# Sh2-250
Sh2-250 est une nébuleuse en émission visible dans la constellation du Taureau,.
Elle est située dans la partie sud de la constellation, à la frontière d'Orion. Elle peut être repérée à environ 2° à l'ouest de l'étoile π3 Orionis, la plus brillante de l'astérisme du bouclier d'Orion. Sa déclinaison n'est pas particulièrement septentrionale, ce qui signifie qu'elle peut être facilement observée depuis les deux hémisphères, bien que les observateurs de l'hémisphère nord aient un léger avantage. La période où elle atteint sa plus haute élévation au-dessus de l'horizon se situe entre octobre et février.
Il s'agit d'un faible filament de gaz partiellement ionisé qui, contrairement à la plupart des nuages du catalogue Sharpless, ne présente aucune émission d'ondes radio. Selon certaines études, il s'agit d'une nébuleuse par réflexion éclairée par une étoile de classe spectrale G, telle que HD 29602, une étoile de huitième magnitude située non loin de là. Cependant, il n'est pas exclu que plus d'une étoile participe à l'illumination du nuage. Avec Sh2-251, ce nuage ferait partie de l'un des bords extérieurs de la bulle de l'Éridan.